# 頭重埔
頭重埔，是台灣新竹縣竹東鎮的一個傳統地域名稱，位於該鎮西部。相較於今日行政區，其範圍大致與頭重里相近。

## 歷史
台灣清治末期至日治前期，該地區為一街庄，稱為「頭重埔庄」，隸屬於竹北一堡。該庄北與下員山庄為鄰，東與二重埔庄為鄰，南邊為柯仔湖庄，西邊為金山面庄。
1901年（日治明治三十四年）11月，全台設二十廳，該庄隸屬於新竹廳。1909年（明治四十二年）10月，合併二十廳為十二廳，該庄隸屬不變。1920年（大正九年），廢十二廳改設五州二廳，該庄改制為「頭重埔」大字，隸屬於新竹州竹東郡竹東街。
戰後竹東街改制為竹東鎮，隸屬於新竹縣，大字亦改制為里。1950年桃、竹、苗分治，竹東鎮隸屬不變。

## 交通
台鐵竹中車站位於頭重埔地區西部，是內灣線、六家線的交會站。當地居民可由此車站經六家線前往六家車站，在緊臨的高鐵新竹站轉搭高鐵快速前往全台各地；亦可經內灣線前往台鐵新竹車站及內灣車站等地。
縣道122號穿越二重埔地區中部，往東可前往竹東，往西可前往新竹市。

## 學校
- 竹中國小

## 機構
- 工業技術研究院